# إدواردو غونزاليس رويز
إدواردو غونزاليس رويز (بالإسبانية: Eduardo González Ruiz) (3 يناير 1944 - 8 أغسطس 2024)، هو لاعب ومدرب كرة قدم إسباني في مركز الوسط. شارك مع منتخب إسبانيا لكرة القدم. أما مع النوادي، فقد لعب مع رايو فايكانو وريال مدريد كاستيا وريال مدريد وريال مورسيا ونادي خيريث.

## وصلات خارجية
- إدواردو غونزاليس رويز على موقع قاعدة بيانات كرة القدم.إي يو (الإنجليزية)